# 江口一久
江口 一久（えぐち かずひさ、1942年1月15日 - 2008年6月13日）は、日本の民族学者・言語学者。専攻は言語民族学。国立民族学博物館名誉教授。総合研究大学院大学名誉教授。

## 来歴・人物
京都府京都市出身。1965年京都大学文学部言語学科卒業。 1967年京都大学大学院文学研究科修士課程修了。1971年京都大学大学院文学研究科博士課程中退。1974年より国立民族学博物館に勤務し始める。同助手、同助教授、同教授を務め、西アフリカ（主にカメルーン）やフルベ族を中心に研究活動を進めるかたわら、江口自らが村長務める「地球おはなし村」という朗読・音楽活動も行った。2005年3月末をもって国立民族学博物館を定年退職し、同名誉教授。
2008年6月13日転倒し、脳挫傷により66歳で死去。

## 主な著作

### 単著（再話も含む）
- 『フルベ族とわたし ― 西アフリカ民話の世界』（NHKジュニアブックス・日本放送出版協会）1975
- 『アフリカ最後の裸族 ― ヒデ族と暮らした100日』（大日本図書）1978
- 『きのどくなハイエナ アフリカ＜トーゴ＞の昔ばなし』（田主誠画・小峰書店）1984
- 『おはなし村―西アフリカから―』（田主誠画・保育社）1996
- 『北部カメルーン・フルベ族の民間説話集I〜V』（松香堂書店）1996-2000
- 『西アフリカおはなし村』（梨の木舎）2003
- 『ぼくの村、カメルーンの人びと「ひとつよろしく。」』（梨の木舎・遺稿集）2009

### 編著
- 『ことば遊びの民族誌』（大修館書店）1990
- 『儀礼と口頭伝承』（風響社・八木祐子と手塚惠子による編集）2021

### 翻訳
- ジャン・ロード『黒人アフリカの美術』白水社 1986